# Argençola
Argençola là một đô thị trong comarca Anoia, Catalonia, Tây Ban Nha. Giáp với các comarca là Segarra và Conca de Barberà.

## Biến động dân số
| 1900 | 1930 | 1950 | 1970 | 1986 | 2007 |
| ---- | ---- | ---- | ---- | ---- | ---- |
| 510  | 658  | 622  | 239  | 192  | 229  |

## Các khu vực bên trong
Argençola gồm 6 làng. Dân số năm 2001:
- Carbasi (30)
- Clariana (36)
- Contrast (18)
- Els Plans de Ferran (7)
- Porquerisses i Aberells (41)
- Rocamora (8)